# Tryssogobius
Tryssogobius és un gènere de peixos de la família dels gòbids i de l'ordre dels perciformes.

## Taxonomia
- Tryssogobius colini (Larson & Hoese, 2001)[2]
- Tryssogobius flavolineatus (Randall, 2006)[3]
- Tryssogobius longipes (Larson & Hoese, 2001)[2]
- Tryssogobius nigrolineatus (Randall, 2006)[3]
- Tryssogobius porosus (Larson & Chen, 2007)[4]
- Tryssogobius quinquespinus (Randall, 2006)[3][5][6][7][8][9][10]